# Wilhelm Morgner
Wilhelm Morgner (født 27. januar 1891 i Soest i Nordrhein-Westfalen, død 16. august 1917 nær Langemark i Flandern under 1. verdenskrig), var en tysk billedkunstner, maler og grafiker, der sættes i forbindelse med ekspressionismen.
Morgner arbejdede med malerier indtil han skulle aftjene værnepligt i 1913. Fra 1914 deltog han forskellige steder i Europa som tysk soldat i krigen, og fra da frem til sin død i 1917 kunne han kun udtrykke sig kunstnerisk gennem tegninger. 1917 blev han sendt til fronten i Flandern, hvor han døde 16. august i slaget ved Langemark. Hans sidste kunstneriske arbejde var Grosse Kreuzigung ("Den Store Korsfæstelse"), som han havde ridset ind i en metalplade, og som blev fundet i hans bagage.
| - Selvportrætter - 1910 - Iført diplomatfrakke, 1910 Selbstporträt im Geh-rock IV - Uklar datering, 1910?t - 1912 - 1912 |

| - Værker af Wilhelm Morgner − efter år - Mænd foran den korsfæstede, ca. 1910. - Ornamental komposition XIV, ca. 1910 - To korsfæstede og rytter, ca. 1910 - Mandsportræt, 1910 |

| - To ryttere, 1910. Zwei Reiter - Træarbejder, 1911 - Teglmageren, 1911. Kultegning med på Der Blaue Reiters anden udstilling 1912 - Lerarbejder med gul vogn. Lehmarbeiter mit gelber Karre. År ? - Kvinde med trillebør, 1911 - Komposition i tempera (X), 1912. - Komposition med nøgne personer, 1912 - Apostel, 1912 - Portræt af købmand Mundt, 1912 - Astral komposition XI, 1912. - Astral komposition, 1913 - Korsfæstelse, 1913. Kreuzaufrichtung - Rytter med to figurer, 1913. Reiter mit zwei figuren |